# Craterul Couture
Couture este un lac în nordul regiunii Quebec, Canada. El se află în Golful Hudson, teritoriul Kativik.

## Date generale
Majoritatea lacului acoperă un crater de impact meteoritic care are 8 km în diametru și are vârsta estimată la 430 ± 25 milioane ani (Silurian).